# Jenisej
Jenisej (russisk: Енисей, tr. Jenisej; mongolsk: Енисей мөрөн, tr. Enisej mөrөn) er det største flodsystem, der flyder ud i Ishavet. Floden er lidt kortere, men har en 1,5 gange så stor vandgennemstrømning som Mississippi-Missouri.

## Navn
Navnet stammer fra enten kirgisisk "Эне-Сай", tr. Ene-Saj, dansk: ~ moder flod eller fra evenkisk "Ионэсси", tr. Ionessi, dansk: stort vand. I Sibirien benyttes kælenavnet "Far Jenisej" ofte.

## Flodløbet
Jenisej starter ved Kyzyl i Republikken Tyva i Rusland, hvor de to kildefloder, Store Jenisej og Lille Jenisej (den sidste udspringer i Mongoliet), forenes. Floden følger en primært nordlig rute og afvander store dele af det centrale Sibirien. Fra udspringet af Lille Jenisej er flodløbet 4.102 km, fra udspriget af Store Jenisej er det 4.092 km. Den længste strøm, som følger Jenisej-Angara-Selenge, er ca. 5.075 km.

### Hydrologi
Den gennemsnitlige vandføring i Jenisej (m³/s) målt ved målestationen i Igarka i perioden 1936-1999
Med en årlig vandføring på 624 km³ er Jenisej den vandrigeste flod i Rusland. Den gennemsnitlige årlige vandføring ved udmundingen er på 19.800 m³/s, den maksimale vandføring ved Igarka er 154.000 m³/s.

## Besejling
Jenisejs nedre løb (længst mod nord) fryser til i slutningen af oktober, den midterste del i midten af november, og tilfrysningen når Krasnojarsk i slutningen af november/begyndelsen af december. På nogle steder er der områder med kraftig is. Opbruddet af isen i Jenisej sker først i den øvre del i slutningen af april, i den midterste i første halvdel af maj, og i det nedre løb i begyndelsen af juni. Foråret er ledsaget af oversvømmelser.
Jenisej er den vigtigste vandvej i Krasnojarsk kraj. Regelmæssig skibsfart - fra mundingen af den førnævnte (3013 km ). De vigtigste godstransporter går fra Krasnojarsk til Dudinka. Havnen ved Dudinka kan besejles af oceangående skibe, der sejler malm til Murmansk. Større havne på Jenisej er blandt andet: Dudinka, Abakan, Krasnojarsk, Jenisejsk, Igarka, Ust-Port og Kyzyl.

## Fauna
Jenisej flodbækkenet (ud over Bajkalsøen og Khantajka flodens søer) er hjemsted for 55 fiskearter, herunder to endemiske: gobio sibiricus (en karpefisk) og thymallus nigrescens (en stalling). De fleste fisk i vandløbssystemet er relativt udbredte euro-sibiriske eller sibiriske arter, såsom det nordlige gedde (esox lucius), skalle (rutilus rutilus), strømskalle (leuciscus leuciscus), finnestribet ferskvandsulk (cottus poecilopus), aborre (perca fluviatilis), bajkal hvidfisk (coregonus autumnalis), nelma (stenodus nelma), hvidfisk (coregonus muksun) og dam-karusse (carassius gibelio). Floden er også hjemsted for mange laksefisk (ørred, helt, fjeldørred, stalling, sibirisk flodlaks (hucho taimen) og beslægtede) samt sibirisk stør (acipenser baerii) og belugastør (huso huso).
Der er omfattende fiskeri i floden, blandt andet ud fra Igarka, og i Ust-Port er der bygget et stort kølerum i permafrosten.